# Antoine Olivier Pilon
Antoine Olivier Pilon, né le 23 juin 1997 à Montréal, est un acteur québécois.

## Biographie

### Enfance
Né à Montréal, Antoine Olivier Pilon a quatre ans quand sa famille déménage pour Port-Daniel-Gascons, un petit village de Gaspésie. Il y a vécu pendant 6 ans et il en a dix lorsqu'il revient habiter à Montréal pour les études secondaires. Il achève son primaire à l'Académie St-Clément Ville Mont-Royal, puis fait tout son secondaire au Collège de Montréal[réf. souhaitée]. Parallèlement, il se découvre un grand intérêt pour le cinéma. Il passe une audition et intègre une agence artistique et apparaît dans la publicité du réseau RDS.
Il parle deux langues : le français et l'anglais. En 2017, Antoine Olivier et son ami, Antoine DesRochers, achètent une maison et deviennent colocataires. En 2021, ils vendent leur maison.

## Carrière
Antoine Olivier Pilon fait ses premiers pas d'acteur en 2009 dans une publicité pour RDS.
En 2010, il décroche le rôle de Frisson dans Frisson des collines, son premier long métrage.
En 2011, il joue dans les gags de Juste pour rire : Les gags full ado, où sont mis en scène par des adolescents, et se fait remarquer avec un tout petit rôle (une scène d'une minute) dans le film de Xavier Dolan : Laurence Anyways.
En 2012, il débute à la télévision : on le voit à plusieurs reprises dans les cinquième et sixième saisons de Tactik, une série jeunesse de Télé-Québec.
En 2013, il tient le rôle de William dans Les Argonautes, une autre série jeunesse de Télé-Québec. Il est aussi Clovis dans la série de ICI Radio-Canada Télé : Mémoires vives. Il participe aux émissions La Télé sur le divan et Des Squelettes dans le placard sur ICI Radio-Canada Télé.
Il est, par ailleurs, le garçon martyrisé de College Boy, le vidéoclip réalisé par Xavier Dolan pour la chanson du groupe Indochine. Au cinéma, il interprète Janeau Trudel, le rôle principal du film Les Pee-Wee 3D : L'hiver qui a changé ma vie.
En 2014, on peut le voir sur Télé-Québec dans Subito texto, où il joue Vincent Beaucage. La même année, il tient le rôle du fils atteint de trouble du comportement dans le film Mommy de Xavier Dolan, film récompensé par le Prix du Jury au Festival de Cannes 2014, puis par le César 2015 du meilleur film étranger. La performance du jeune acteur lui vaut le prix de la révélation de l'année aux Satellite Awards organisés à Los Angeles par l'International Press Academy, un regroupement de 200 journalistes étrangers.
En 2015, Antoine Olivier Pilon scénarise et réalise le vidéoclip de la chanson Pourquoi tout perdre ?, qui traite de la prévention du suicide (tout en mettant en vedette le jeune chanteur Lennikim).
En 2016, il interprète le rôle de Tim, un étudiant se faisant intimidé, dans le long métrage 1:54.
En 2017, il est à nouveau Janeau Trudel dans : Junior majeur (la suite de Les Pee-Wee 3D : L'hiver qui a changé ma vie) d'Éric Tessier.
En 2020, il interprète Daniel Léger dans le film Suspect numéro un. L'année suivante, il joue dans le film Sam de Yan England, il incarne le rôle du personnage principal. Dans la même année, il fait partie de la distribution du film Maria Chapdelaine, il joue le rôle d’Eutrope. La même année, il décroche le rôle d’Alex dans le film anglophone Anatomy of the sun.
En 2023, il interprète Xavier Marchand dans la série télévisée Aller Simple.
En 2025, Antoine Olivier Pilon apparaît dans la série télévisée Stat, dans laquelle il incarne un patient sociopathe.

## Filmographie

### Cinéma
- 2011 : Frisson des collines de Richard Roy : Frisson
- 2012 : Laurence Anyways de Xavier Dolan : un jeune ado
- 2012 : Les Pee-Wee 3D : L'hiver qui a changé ma vie d'Éric Tessier : Janeau Trudel
- 2014 : Mommy de Xavier Dolan : Steve O'Connor Després
- 2016 : Nitro Rush de Alain DesRochers
- 2016 : 1:54 de Yan England : Tim
- 2017 : Junior majeur d'Éric Tessier : Janeau Trudel
- 2019 : Avant qu'on explose de Rémi St-Michel : Little
- 2020 : Suspect numéro un de Daniel Roby : Daniel Léger
- 2021 : Sam de Yan England : Samuel « Sam » Girouard
- 2021 : Maria Chapdelaine : Eutrope Gagnon

### Télévision
- 2012-2013 : Tactik de Stephan Joly et Claude C. Blanchard : Jeremy Miville
- 2013 : Mémoires vives de Brigitte Couture : Clovis Landrie
- 2013 : Les Argonautes : William
- 2014-2015 : Subito texto : Vincent Beaucage
- 2023- : L'Air d'aller : Gabriel Perron [20]
- 2023 : Aller Simple : Xavier Marchand
- 2025 : Stat : Samuel[21]

### Vidéoclip
- 2013 : College Boy de Xavier Dolan illustrant une chanson du groupe Indochine : le garçon martyrisé
- 2013 : Blow My Mind, une chanson du groupe Jacob
- 2015 : Pourquoi tout perdre ?, chanson contre le suicide, interprétée par Lennikim
- 2019 : Virtuous Circle

### Courts métrages
- 2012 : Le Siège

### Publicité
- 2021 : Becel : rôle principal[22]

## Doublage

### Films d'animation
- 2025 : Elli et l'équipe des monstres : Rafi[23]

## Prix et nominations
- 2012 : Young Artist Awards pour le meilleur acteur dans un film étranger – (Frisson) Frisson des collines, Hollywood, Los Angeles
- 2012 : mention spéciale « Graine d'acteur » au 13e Festival du grain à démoudre pour l'acteur le plus prometteur pour son rôle (Frisson) dans Frisson des collines, Gonfreville-l'Orcher, France
- 2013 : Young Artist Awards pour le meilleur acteur dans un film étranger – (Janeau Trudel) Les Pee-Wee 3D, Hollywood, Los Angeles
- 2014 : Bayard d'Or au Festival de Namur
- 2015 : Gagnant du Jutra du meilleur acteur
- 2015 : Gagnant du meilleur acteur au Canadian Screen Award
- 2015 : Gagnant du meilleur kickeur (Prix Aurore)
- 2016 : Valois du meilleur acteur pour 1:54 au Festival du film francophone d'Angoulême

## Référence
1. ↑  Agence Artistique Helena, « PILON Antoine Olivier », sur www.agenceartistiquehelena.com (consulté le 6 février 2020)
2. ↑  Yves Leclerc, Agence QMI, « Un personnage sur mesure pour Antoine Olivier Pilon », sur Le Journal de Montréal, 31 janvier 2013 (consulté le 24 mai 2025)
3. ↑  « Antoine Olivier Pilon », sur Collège de Montréal (consulté le 24 mai 2025)
4. ↑  Marc-André Lussier, « Antoine Olivier Pilon, le bad boy de Mommy », La Presse,‎ 2 juin 2014 (lire en ligne, consulté le 24 mai 2025)
5. ↑  Alex Viens, « Antoine Desrochers et Antoine Olivier Pilon ont acheté une maison ensemble », sur Hollywoodpq.com, 24 novembre 2017 (consulté le 31 mai 2025)
6. ↑  Marie-Claude Doyle, « Pourquoi Antoine Desrochers a choisi de quitter Montréal », sur 7 Jours, 8 mars 2021, 09 h 00 min 00 s (consulté le 31 mai 2025)
7. ↑  mecloader et Marc-André Lemieux, « Frisson des collines: l'été de mes 12 ans », sur Journal Métro, 7 avril 2011 (consulté le 24 mai 2025)
8. ↑  « Juste pour rire les gags full ado - Apple TV (CA) », sur Apple TV, 24 août 2021 (consulté le 24 mai 2025)
9. ↑  André Duchesne, « La liste d'Antoine Olivier Pilon », La Presse,‎ 4 avril 2015 (lire en ligne, consulté le 24 mai 2025)
10. ↑  « Avec Pierre-Luc Lafontaine, Anne-Marie Compagna et Antoine Olivier Pilon », sur DES SQUELETTES DANS LE PLACARD | Radio-Canada.ca (consulté le 24 mai 2025)
11. ↑  (en-GB) Jonathan Romney, « Antoine Olivier Pilon: ‘I just want to work on even more intense characters now’ », The Guardian,‎ 15 mars 2015 (ISSN 0261-3077, lire en ligne, consulté le 24 mai 2025)
12. ↑  Crédric Bélanger, « Antoine Olivier Pilon honoré à Hollywood », Journal de Montréal, 10 février 2015 (consulté le 22 février 2015)
13. ↑  Maxime Demers, « 1:54 : un film percutant et nécessaire », sur Le Journal de Montréal, 14 octobre 2016 (consulté le 24 mai 2025)
14. ↑  Marc-André Lussier, « Junior majeur: tu n'es plus un pee-wee, mon fils », La Presse,‎ 20 novembre 2017 (lire en ligne, consulté le 24 mai 2025)
15. ↑  Angie Landry, « Antoine Olivier Pilon et Josh Hartnett dans le film québécois Suspect numéro un », sur Radio-Canada, 6 juillet 2020 (consulté le 30 juillet 2025)
16. 1 2  Maxime Demers, « «Sam»: Antoine Olivier Pilon, un homme de défis », sur Le Journal de Montréal (consulté le 22 décembre 2021)
17. ↑  Maxime Demers, « Première de Maria Chapdelaine: magnifique et envoûtant », sur Le Journal de Montréal (consulté le 22 décembre 2021)
18. ↑  En Vedette, « Aller simple: cette intrigue du premier épisode nous a jeté en bas de notre chaise », sur www.noovomoi.ca, 13 septembre 2023 (consulté le 24 mai 2025)
19. ↑  Maxime Demers, « Le personnage d'Antoine Olivier Pilon dans «STAT» fait réagir le public », 25 févr. 2025, 10 h 30 min 00 s (consulté le 18 mars 2025)
20. ↑  Guillaume Picard, « «L'air d'aller»: Antoine Olivier Pilon et Catherine St-Laurent dans une fiction à Télé-Québec », sur Le Journal de Montréal, 18 mai 2022 (consulté le 24 mai 2025)
21. ↑  Maxime Demers, «C’était le fun à jouer»: Antoine Olivier Pilon se confie sur son personnage de sociopathe dans «STAT», sur Le Journal de Montréal, 25 février 2025 (consulté le 18 mars 2025)
22. ↑  « Antoine Olivier Pilon et Antoine Pilon dans la nouvelle campagne de Becel », sur Grenier aux nouvelles (consulté le 18 mars 2025)
23. ↑  Maxime Demers, « Antoine Olivier Pilon prête sa voix à un gentil monstre dans le film d'animation «Elli et l'équipe des monstres» », sur Le Journal de Montréal, 28 février 2025 (consulté le 24 mai 2025)